# Displacing the Priest
Displacing the Priest – wydany w 1996 roku, trzeci studyjny album hindusko-brytyjskiego muzyka, producenta i kompozytora Nitin Sawhneya. Na płycie tej artysta skupił się na tematach związanych z ludzką duchowością i religijnością. Można tu dostrzec wpływy tak różnych stylów jak flamenco czy beatbox. Na płycie gościnnie wystąpili m.in. Paco Pena, JC00 czy Jayanta Bose.

## Lista utworów
1. Oceans and Rain — 4:20
2. In The Mind — 4:39
3. Herecica Latino — 2:52
4. Saudades — 3:42
5. Displacing The Priest — 8:37
6. Bengali Song — 4:08
7. Streets — 3:54
8. Voices — 2:18
9. Pieces of Ten (Chandru Mix) — 7:22
10. Vidya — 1:31